# Oružane snage Nikaragve
Oružane snage Nikaragve (špa. Fuerzas Armadas de Nicaragua) službeni je naziv za vojsku Nikaragve. Oružane snage štite suverenitet i neovisnost Nikaragve te brane njenu teritorijalnu cjelovitost, što im je glavna zadaća. Pored toga, sudjeluju u međunarodnim mirovnim, humanitarnim i drugim operacijama i misijama, obavljaju određene zadatke u stanju neposredne ugroženosti te pružaju pomoć institucijama civilne vlasti i stanovništvu u slučaju prirodnih, tehničko-tehnoloških i ekoloških nesreća. 
Oružane snage su podijeljeni u:
- Kopnena vojska (Fuerza Terrestre)
- Ratna mornarica (Fuerza Naval)
- Ratno zrakoplovstvo  (Fuerza Aérea).

Proračun za oružane snage iznosi oko 0,7 % državnog proračuna. U ukupno broji oko 14.000 vojnika. Trenutna oprema uglavnom je još uvijek iz zaliha od donacija sovjetskog bloka za Sandinističku narodnu vojsku.

## Vanjske poveznice
- Ejercito.mil.ni Ejercito de Nicaragua (šp.)